# 发那科
发那科（英語：FANUC，也有译成法兰克），是一間提供如机器人和电脑数控机床等自动化产品服务的公司，主要由日本“发那科公司”（日语： Fanakku Kabushikigaisha）、美国密歇根州罗切斯特山的“美国发那科公司”以及卢森堡的“欧洲发那科公司”組成。
发那科是世界上最大的工业机器人制造商之一，公司名称是富士自动化数控（Fuji Automatic NUmerical Control）的英文缩写。最早期的发那科公司是富士通开发的早期数字控制（NC）和伺服系统的一部分。
1972年，电脑控制分部独立和发那科有限公司成立。
发那科公司被列为东京证券交易所的第一部，是TOPIX100指数和日经平均指数股市指数的成分股。它的总部设在山梨县。
该公司的客户包括美国和日本的汽车和电子产品制造商。工业机器人的使用使得尼崎市的松下電器一个仅仅25人的工厂在一个月内就能生产2百万台电视机，产品主要是高端等离子液晶屏幕，包括一个103英寸的型号。
FANUC在46个国家拥有超过240个合资企业，子公司和办事处。它是数控系统最大市场份额的生产商，具有65％的全球市场份额。它是工厂自动化系统的全球领先制造商。

## 历史
- 1972年5月 - 富士通的计算控制单元，变独立作为富士通的子公司。公司名称“富士通发那科公司”。
- 1976年11月 - 列在东京证券交易所第二部。
- 1982年7月 - 并更名为“发那科公司”。
- 1983年9月 - 列在东京证券交易所第一部。
- 1986年 - 与美国通用电气公司的合资企业，成立了GE Fanuc自动化公司。
- 1987年 - 开发了二氧化碳激光器。
- 1991年 - 在德国成立了当地法人FANUC 欧洲公司。
- 1992年 - 成立了合资FANUC INDIA PRIVATE LIMITED，和成立了合资公司北京发那科有限公司。
- 2000年 - 设立了FANUC员工的养老基金。
- 2003年 - 成立了FANUC越南有限公司。
- 2012年 - 成立了FANUC健康保险工会。
- 2015年 - 合作机器人CR-35iA完成。光纤激光器已经研制成功。
- 2016年 - 6月1日，在栃木縣壬生町的工厂竣工[13]。

## 图片

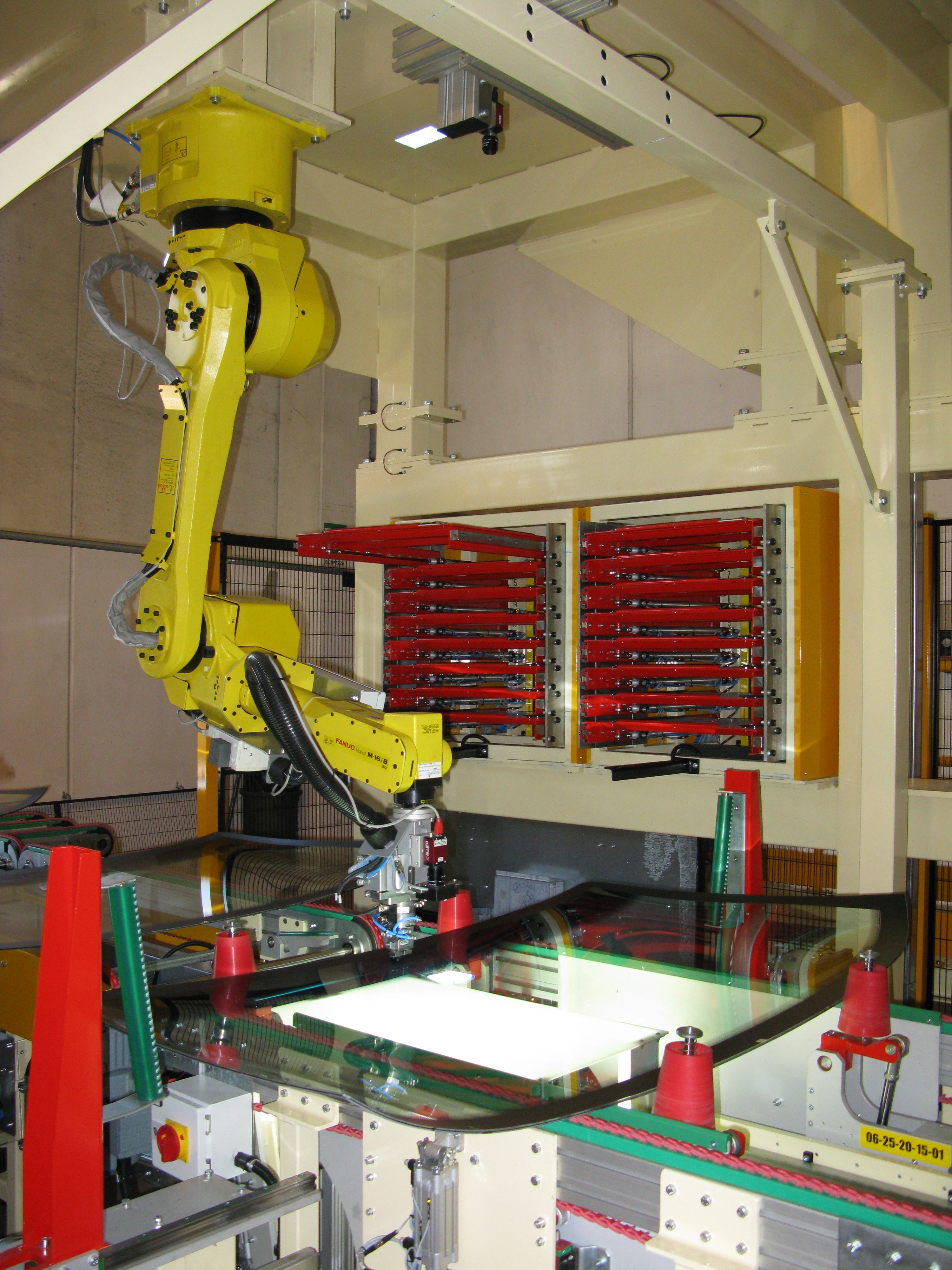
码垛应用案例